# Henri Rabaud

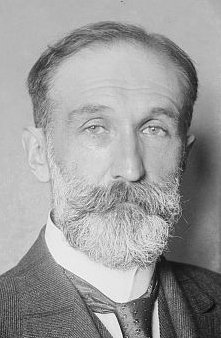
Henri Rabaud

Henri Rabaud (n. 10 noiembrie 1873 - d. 11 septembrie 1949) a fost un compozitor și dirijor francez.
A fost membru al Institutului Francez.
A studiat la Conservatorul din Paris cu Massenet și Gedalge.
A compus șase opere, dintre care cea mai cunoscută este Mârouf, două simfonii, poeme simfonice (printre care Procesiune nocturnă), lucrări vocal-simfonice, muzică de cameră, vocală și instrumentală.